# Live (groupe)
Pour les articles homonymes, voir Live.
Live, souvent stylisé LĪVE ou +LĪVE+, est un groupe de rock américain, originaire de York, en Pennsylvanie. Live atteint son apogée dans les années 1990. Il comprend Ed Kowalczyk (chant, guitare rythmique), Chad Taylor (guitare solo, chœurs), Patrick Dahlheimer (basse) et Chad Gracey (batterie). Kowalczyk quitte le groupe en 2009 et est remplacé par Chris Shinn, mais il revient en décembre 2016.
Live acquiert le succès mondial avec la sortie de l'album Throwing Copper, vendu à huit millions d'exemplaires aux États-Unis. Le groupe compte de nombreux singles à succès dans les années 1990 dont Lightning Crashes, qui restera premier du classement Billboard Hot Mainstream Rock Tracks pendant dix semaines consécutives et dans les Modern Rock Tracks. Le groupe compte plus de 20 millions d'albums vendus dans le monde.

## Biographie

### Débuts (1984–1992)
Live se lance au début des années 1980 sous le nom de First Aid, en trio : Taylor, Dahlheimer et Gracey. Kowalczyk se joint à eux en 1984, alors que le groupe (désormais rebaptisé Action Front) a perdu un concours de talents. Ils changeront plusieurs fois de noms pour Action Front, Body Odor Boys, Paisley Brues et Club Fungus, aan de rebaptiser Public Affection en janvier 1987. Alors que le groupe (appelé Public Affection) sort du lycée, il publie une cassette audio intitulée The Death of a Dictionary, en 1989.
En 1990, ils publient l'EP de démos produit par Jay Healy, Divided Mind, Divided Planet, sur Black Coffee. Le groupe joue souvent au CBGB de New York, et qui les aide à signer au label Radioactive Records en 1991. En juin dans l'année, le groupe change son nom en Live,. Gracey a attribué au groupe le nom de Public Affection, inspiré d'une phrase qu'a dit sa compagne de l'époque. Sous le nom de Live, le groupe entre en studio avec le producteur Jerry Harrison (de Talking Heads) et enregistre l'EP Four Songs. Le single Operation Spirit (The Tyranny of Tradition) atteint la neuvième place des Modern Rock et est suivi par leur premier album, Mental Jewelry (1991), produit par Harrison. Certaines paroles, écrites par Kowalczyk, s'inspirent du philosophe indien Jiddu Krishnamurti.

### Nouveaux albums (1993–2000)
Après avoir participé à la tournée 120 Minutes à Woodstock '94 et au World of Music, Arts and Dance de Peter Gabriel, le deuxième album de Live, Throwing Copper, atteint le succès. Il comprend les singles I Alone, All Over You, et Selling the Drama et Lightning Crashes (première place de l'US Modern Rock). Lightning Crashes reste aussi premier du Billboard Hot Mainstream Rock Tracks. Le groupe participe au Saturday Night Live, où ils jouent I Alone et Selling the Drama. Le succès des singles mène Throwing Copper à la première place du Billboard 200 le 6 mai 1995. Il est le mieux vendu de Live, avec plus de huit millions d'exemplaires rien qu'aux États-Unis. En 1995, le groupe participe au MTV Unplugged. Leur set comprend une reprise de Supernatural de Vic Chesnutt.
Le succès de Throwing Copper mène Secret Samadhi (coproduit par le groupe et Jay Healy) à atteindre la première place des US charts.
Jerry Harrison reviendra coproduire The Distance to Here (1999), qui atteint la quatrième place des US charts, et qui comprend le single The Dolphin's Cry. En 2000, Live embarque dans une tournée avec Counting Crows. À cette tournée, le chanteur des Counting Crows, Adam Duritz, se joint souvent à Live pour leur performance de The Dolphin's Cry, et Kowalczyk chante le verset de Hanginaround avec Counting Crows.

### VetBirds of Pray(2001–2004)
Le 18 septembre 2001, l'album expérimental V (qui devait être intitulé Ecstatic Fanatic) est publié, et accueilli d'une manière mitigée. Le premier single, Simple Creed, fait participer Tricky au rap, mais les événements liés au 11 septembre 2001, qui se sont déroulés avant la sortie de V, mènent au succès de la chanson mélancolique Overcome. V atteint la 22e place des classements américains. Aussi en 2001, Live contribue à une version live de la chanson I Alone pour l'album Live in the X Lounge IV. Overcome est utilisé dans la série The Shield.
En mai 2003, le groupe publie Birds of Pray (produit par Jim Wirt), qui atteint la 28e place des classements, dopé par le succès du single Heaven. En novembre 2004, Live publie le best-of Awake: The Best of Live.

### Songs from Black MountainetRadiant Sea(2005–2011)

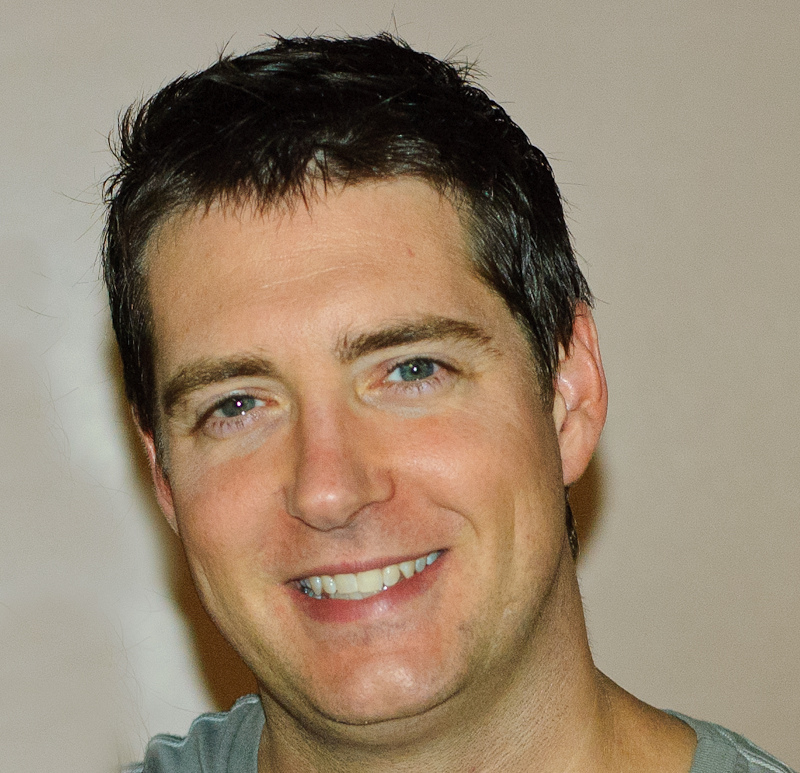
Chad Gracey.

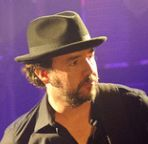
Pat Dahlheimer.

En 2005, Live signe chez Epic Records de Sony BMG Music Entertainment. Ils publient l'album Songs from Black Mountain en juin 2006. L'album atteint la 52e place du Billboard 200 et la troisième place du Billboard Independent Album Chart. le premier single s'intitule The River.
Dans la saison 5 d'American Idol, le finaliste Chris Daughtry est accusé d'avoir joué une version des Live de la chanson I Walk the Line de Johnny Cash, qu'il clamera avoir fait seul. Une semaine plus tard, Daughtry reconnait les faits, et avoue que Live est l'un de ses groupes préférés. En mai 2006, Live participe au Howard Stern Show pour parler de ce problème. Le 2 août 2008, Daughtry et Live jouent ensemble I Walk the Line au Toms River Fest de Toms River, dans le New Jersey.
Le 14 septembre 2007, le groupe publie Radiant Sea: A Collection of Bootleg Rarities and Two New Songs, leur premier album depuis 1989 sur leur propre label, Action Front Records. Les nouvelles chansons incluent Beautiful Invisible et Radiant Sea. Live enregistre un premier DVD aux Pays-Bas pendant deux concerts au Paradiso le 30 juin et le 1er juillet 2008. Live at the Paradiso - Amsterdam est publié le 11 novembre 2008. Après un concert en juillet 2009, Live annonce une pause de deux ans. Kowalczyk enregistre son premier album solo Alive et les autres membres forment un groupe avec Kevin Martin et Sean Hennessy de Candlebox, appelé The Gracious Few. Le 30 novembre 2009, Taylor révèle que leur pause sera une séparation.

### Chris Shinn etThe Turn(2012–2016)

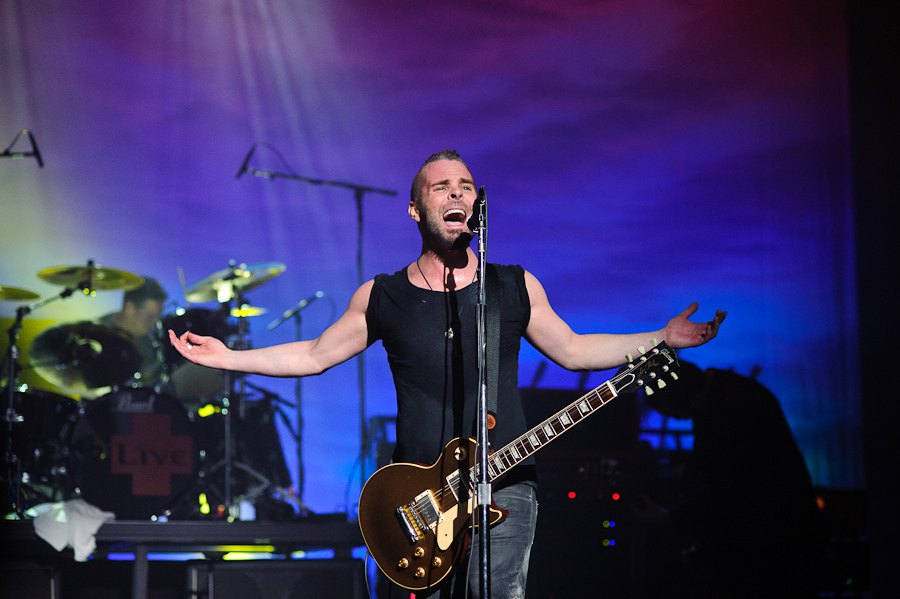
Chris Shinn avec Live, le 12 mars 2012.

Le 8 juin 2011, Taylor révèle le retour du groupe avec Dahlheimer et Gracey, et sans Kowalczyk. Kowalczyk critiquera la nouvelle formation.
Le groupe revient après près de trois ans de pause le 12 mars 2012, avec Chris Shinn, ancien membre d'Unified Theory, remplaçant Kowalczyk. Ils jouent au Strand-Capitol Performing Arts Center de York. Ils joueront en concert avec Sean Hennesy à la guitare rythmique et Alexander Lefever aux claviers,. En juillet 2012, Live entame une procédure judiciaire contre Kowalczyk pour usage du nom Live à des fins publicitaires personnelles. La première grande tournée de Live avec Shinn se fait au Summerland Tour 2013, pendant 35 dates américaines. Ils joueront aussi avec Everclear, Filter et Sponge.
Le premier album de Live avec Shinn, The Turn, est publié le 28 octobre 2014. Le single The Way Around Is Through est publié sur YouTube le 10 septembre 2014.

### Retour de Kowalczyk (depuis 2016)
Le 24 octobre 2016, Chad Taylor et Ed Kowalczyk, avec Zoe LaBelle, participent à un entretien avec la WVYC Radio. Cet entretien marque la première apparition de deux anciens membres du groupe depuis 2009. Ils annoncent des dates de tournée pour 2017.

## Membres

### Membres actuels
- Ed Kowalczyk – chant, guitare rythmique (1989–2009, depuis 2016)
- Chad Taylor – guitare solo, chœurs (1989–2009, depuis 2012)
- Patrick Dahlheimer – basse (1989–2009, depuis 2012)
- Chad Gracey – batterie (1989–2009, depuis 2012)

### Ancien membre
- Chris Shinn – chant solo, guitare rythmique (2012–2016)

### Membres de tournée
- Christopher Thorn – guitare rythmique, chœurs (1998)
- Adam Kowalczyk – guitare rythmique, chœurs (1999–2009)
- Michael « Railo » Railton – claviers, chœurs (1999–2002)
- Sean Hennesy – guitare rythmique, chœurs (2012)
- Alexander Lefever – claviers, chœurs (2012)
- Zak Loy – guitare, chœurs (2017)

## Discographie

### Albums studio
- 1989 : The Death of a Dictionary (sous le nom de Public Affection)
- 1991 : Four Songs
- 1991 : Mental Jewelry
- 1994 : Throwing Copper
- 1997 : Secret Samadhi
- 1999 : The Distance to Here
- 2001 : V
- 2003 : Birds of Pray
- 2004 : Awake: The Best of Live
- 2006 : Songs from Black Mountain
- 2008 : LIVE at the Paradiso – Amsterdam
- 2014 : The Turn

### Singles
- Operation Spirit (The Tyranny of Tradition) (1991)
- Pain Lies on the Riverside (1991)
- Selling the Drama (1994, no 49 en Australie)
- I Alone (1994)
- Lightning Crashes (1995, no 13 en Australie)
- All Over You (Radio Only) (1995)
- White, Discussion (1995)
- Lakini's Juice (1997)
- Freaks (1997)
- Turn My Head (1997)
- Rattlesnake (radio seulement, 1997)
- The Dolphin's Cry (1999)
- Run to The Water (1999)
- They Stood Up For Love (2000)
- Simple Creed (2001)
- Overcome (2001)
- Forever May Not Be Long Enough (2001) - chanson originale du film Le Retour de la momie
- Like a Soldier (2002)
- Heaven (2003, no 19 en Australie)
- Run Away (duo avec Shelby Lynne, 2003)
- Sweet Release (2003)
- We Deal in Dreams (2004)
- The River (2006, no 33 en Australie)